# 26 błogosławionych męczenników z Daimiel
26 błogosławionych męczenników z Daimiel, znani również jako „Męczennicy ze Zgromadzenia Pasjonistów” hiszp. Beatos Mártires de Daimiel – 26 pasjonistów, męczenników, ofiar prześladowań antykatolickich w Hiszpanii okresu wojny domowej w Hiszpanii, zamordowanych w okresie od lipca do października 1936 roku.

## Tło wydarzeń
W Daimiel znajdował się dom seminaryjny prowadzony przez pasjonistów. Po wybuchu wojny domowej prowincja Ciudad Real znalazła się w rękach marksistów i 21 lipca 1936 roku milicja wtargnęła do klasztoru, a następnie wyprowadzono zakonników na cmentarz i zmuszono do rozproszenia. Na pożegnanie Nicefor od Jezusa i Marii Díez Tejerina powiedział do zgromadzonych 

Bracia, to jest nasze Getsemani. Ludzka natura, w swej słabości, drży i lęka się. Ale przecież jest z nami Chrystus. Czciciele i mieszkańcy Kalwarii, odwagi! Idziemy na śmierć za Chrystusa. Wypada mi dodać wam ducha, ale sam czuję się umocniony waszym przykładem.

Zakonnicy zginęli w różnych miejscach w okresie od lipca do października 1936 roku.

## Lista błogosławionych
- o. Nicefor od Jezusa i Marii Díez Tejerina, Nicéforo de Jesús y María (Vicente Díez Tejerina), ur. 17 lutego 1893 w Herreruela, zastrzelony 23 lipca w Manzanares.
- Józef od Najświętszych Serc Garcia, José del Sagrado Corazón, (José Estalayo García), ur. 17 marca 1915 w San Marti de Perapertu, zastrzelony 23 lipca w Manzanares.
- Epifaniusz od św. Michała Sierra Conde, Epifanio de San Miguel (Epifanio Sierra Conde), ur. 12 marca 1916 w San Martin de los Herreros, zastrzelony 23 lipca w Manzanares.
- Abiliusz od Krzyża Ramos y Ramos, Abilio de la Cruz (Abilio Ramos y Ramos), ur. 22 lutego 1917 w Resobie, zastrzelony 23 lipca w Manzanares.
- Zachariasz od Najśw. Sakramentu Fernández Crespo, Zacarías del Santísimo Sacramento (Zacarías Fernández Crespo), ur. 24 maja 1917, zastrzelony 23 lipca w Manzanares.
- Fulgencjusz od Niepokalanego Serca Marii Calvo Sánchez, Fulgencio del Corazón de Maria (Fulgencio Calvo Sánchez), ur. 16 stycznia 1917 w Cubilo de Ojeda, zastrzelony 23 lipca w Manzanares.
- o. German od Jezusa i Marii Perez Gimenez, Germán de Jesús y María (Manuel Pérez Jiménez), ur. 7 września 1898 w Cornago, zastrzelony 23 lipca w Carabanchel Bajo.
- o. Filip od Najśw. Serca Marii Valcabado Grando, Felipe del Niño Jesús (Felipe Valcobado Granado), ur. 26 maja 1874 w San Martin de Rubiales, zastrzelony 23 lipca w Carabanchel Bajo.
- Mauriliusz od Dzieciątka Jezus Macho Rodriguez, Maurilio del Niño Jesús (Murilio Macho Rodríguez), ur. 15 marca 1915 w Villafria, zastrzelony 23 lipca w Carabanchel Bajo.
- Józef od Jezusa i Marii Oses Sainz, José de Jesús y Maria (José Osés Sáinz), ur. 29 kwietnia 1915 w Peralta, zastrzelony 23 lipca w Carabanchel Bajo.
- Juliusz od Najśw. Serca Mediavilla Concejero, Julio del Corazón de Jesús, (Julio Mediavilla Consejero), ur. 7 maja 1915 w La Lastra, zastrzelony 23 lipca w Carabanchel Bajo.
- Józef Maria od Jezusa Konającego Ruiz Martinez, José María de Jesús Agonizante (José María Ruiz Martínez), ur. 3 lutego 1917 w Puenta la Reina, zastrzelony 23 lipca w Carabanchel Bajo.
- Lauryn od Jezusa Ukrzyżowanego Proano Cuesta, Laurino de Jesús Crucificado (Laurino Proaño Cuesta), ur. 14 kwietnia 1916 w Villafria, zastrzelony 23 lipca w Carabanchel Bajo.
- Anachariusz od Niepokalanej Benito Nozal, Hermano Anacario de la Inmaculada (Anacario Benito Lozal), ur. 23 września 1906 w Becerril del Carpio, zastrzelony 23 lipca w Carabanchel Bajo.
- Filip od św. Michała Ruiz Fraile, Hermano Felipe de San Miguel (Felipe Ruiz Fraile), ur. 6 marca 1915 w Quintanilla de la Berzoza, zastrzelony 23 lipca w Carabanchel Bajo.
- o. Piotr od Serca Jezusowego Largo Redondo, Pedro del Corazón de Jesús (Pedro Largo Redondo), ur. 19 maja 1907 w Alba de los Cardanos, zastrzelony 25 lipca w Urda.
- Feliks od Pięciu Ran Ugalde Irurzun, Félix de las Cinco Heridas (Félix Ugalde Irurzun), ur. 6 listopada 1915 w Medigorria, zastrzelony 25 lipca w Urda.
- Benedykt od Najśw. Panny z Villar Solana Ruiz, Hermano Benito de la Virgen de Villar (Benito Solana Ruiz), ur. 17 lutego 1898 w Cintruenigo, zastrzelony 25 lipca w Urda.
- Jan Piotr od św. Antoniego Bengoa Aranguren, Juan Pedro de San Antonio (José María Bengoa Aranguren), ur. 19 czerwca 1890 w Guesatibar, zastrzelony 25 września w Carrion de Calatrava.
- Paweł Maria od św. Józefa Leoz y Portillo, Hermano Pablo María de San José (Pedro Leoz Portillo), ur. 18 lutego 1882, zastrzelony 25 września w Carrion de Calatrava.
- o. Ildefons od Krzyża Garcia Nozal, Ildefonso de la Cruz (Anatolio García Nozal), ur. 15 marca 1898 w Becerril, zastrzelony 23 października na szosie z Manzares do Daimiel.
- o. Justynian od św. Gabriela Possentiego Cuesta Redondo, Justiniano de San Gabriel de la Dolorosa (Justiniano Cuesta Redondo), ur. 18 sierpnia 1910 w Alba de los Cardanos, zastrzelony 23 października na szosie z Manzares do Daimiel.
- Eufrazjusz od Miłości Miłosiernej, Eufrasio del Amor Misericordioso (Eufrasio de Celis Santos), ur. 13 marca 1915 w Salinas de Pisuerga, zastrzelony 23 października na szosie z Manzares do Daimiel.
- Honoryn od Matki Boskiej Bolesnej Carracedo Ramos, Honorino de Nuestra Señora de los Dolores (Honorio Carracedo Ramos), ur. 21 kwietnia 1917 w La Lastra, zastrzelony 23 października na szosie z Manzares do Daimiel.
- Tomasz od Najśw. Sakramentu Cuartero Gascon, Tomás del Santísimo Sacramento (Tomás Cuartero Gascón), ur. 22 lutego 1915 w Tabuence, zastrzelony 23 października na szosie z Manzares do Daimiel.
- Józef Maria od Jezusa Cuartero Gascon, José María de Jesús y María (José María Cuartero Gascón), ur. 24 kwietnia 1818, zastrzelony 23 października na szosie z Manzares do Daimiel.

## Beatyfikacja i dzień obchodów
Beatyfikacji dokonał Jan Paweł II na Placu Świętego Piotra, w Watykanie 1 października 1989. Wspominani są w Kościele katolickim 23 lipca.